# 居氏阿南魚
居氏阿南魚為輻鰭魚綱鱸形目隆頭魚亞目隆頭魚科的其中一種。

## 分布
本魚分布於夏威夷群島及中途島海域。

## 深度
水深2至26公尺。

## 特徵
本魚體長形，側扁。口小；唇稍厚，內側具縐褶；上下頜前方各有一對向前伸出門狀齒，扁平而有切截緣。體被大或中大鱗。雌魚體深褐色至紅褐色，全身密布白色及紅色細斑點，或連成縱條紋，吻部及喉部呈灰白色；雄魚體呈灰藍色，鱗片具藍色邊緣，使全身形成藍色波紋狀，背鰭、腹鰭、臀鰭為藍色，具淡藍色邊緣，胸鰭黃色，具灰藍色邊緣、尾鰭黃色，上下緣亮黃色，體長可達31公分。

## 生態
本魚棲息在較深的礁石區，屬肉食性，以甲殼動物、軟體動物等為食。

## 經濟利用
可作為觀賞用魚。